# ワイス (企業)

ロゴ

ワイス（Wyeth, NYSE: WYE）は、かつて存在したアメリカ合衆国と日本の大手医薬品メーカー。

## 会社概要
- 本社はアメリカ合衆国ニュージャージー州に置いていた。
- 2002年（平成14年）3月11日にアメリカン・ホーム・プロダクツ（American Home Products, AHP）から1860年にフィラデルフィアに薬局を開業した創業者のワイス兄弟（John and Frank Wyeth）を由来とする社名に変更。
- 2009年（平成21年）1月、ファイザーがワイスを約680億ドルで買収することを発表、同年10月に買収手続を完了したと発表。

## 日本法人
医療用医薬品部門の日本法人「ワイス株式会社」が東京都品川区大崎一丁目に本社を置いていた。
AHPのアメリカン・サイアナミッド買収により、1953年8月に武田薬品工業とアメリカン・サイアナミッド・カンパニーの合弁会社として設立された「日本レダリー株式会社」と、1957年設立の「日本ワイス株式会社」が合併し、1998年（平成10年）12月1日に「日本ワイスレダリー株式会社」が発足。合併当時の出資比率は米ワイス社：武田薬品工業＝8：2であったが、2007年（平成19年）4月に米ワイス社の100%完全子会社となり、同時に「ワイス株式会社」に社名変更した。
主に日本向けの医療用医薬品の製造販売を手がけていた。また、旧・日本ワイスは粉ミルクの製造販売でも知られていたが、1999年（平成11年）に粉乳部門をアドバンテッジ パートナーズに売却した。その後、同部門はアイクレオへと社名変更し、2001年（平成13年）以降は江崎グリコの子会社となっている。また、一般用医薬品部門として、「ホワイトホールジャパンコーポレーション株式会社（旧・アメリカンドラッグコーポレーション）」があったが、2001年（平成13年）に小林製薬に買収されている。

### 沿革
- 1952年（昭和27年）1月 - 東京都豊島区にて東京工場建設開始。
- 1953年（昭和28年）8月17日 - 武田薬品工業とアメリカンサイアナミッド社との折半出資により、日本レダリー株式会社設立。ロバックS軟膏発売
- 1955年（昭和30年）10月 - 東京工場を東京都千代田区有楽町に移転。
- 1957年（昭和32年） - 日本ワイス株式会社設立。
- 1961年（昭和36年） - 日本ワイス、中央製乳にて育児用ミルク「SMA」の製造開始。
- 1963年（昭和38年） - 日本レダリー、設立10周年。東京工場及び本社機能を埼玉県志木市に移転。
- 1968年（昭和43年）5月 - エサンブトール合成工場を建設。
- 1979年（昭和54年） - 工場内に研修棟を完成。
- 1980年（昭和55年） - 日本ワイス、兵庫県に柏原工場（育児用調製粉乳製造工場）設立。
- 1981年（昭和56年） - 新包装工場棟を増設。
- 1988年（昭和63年） - 日本ワイス、育児用調製粉乳「SMA フォロー6」を発売。
- 1989年（平成元年）7月 - 日本ワイス、中央製乳での「SMA」生産を終了。
- 1991年（平成3年）10月 - 日本ワイス、エーザイとの合弁会社「ワイス・エーザイ」設立。
- 1996年（平成8年）3月 - 日本ワイス、エーザイとの提携解消。これに伴いエーザイの保有するワイス・エーザイ株の全てを同月1日付でAHPへ譲渡、同年5月に同社は日本ワイスへ引き継がれた。低出生体重児用母乳代替食品を発売。
- 1998年（平成10年）12月1日 - 日本レダリーと日本ワイスが合併、日本ワイスレダリー株式会社発足。
- 1999年（平成11年） - 粉乳部門をアドバンテッジ パートナーズに売却。その後、同部門はアイクレオへ商号変更。
- 2001年（平成13年） - ホワイトホールジャパンコーポレーションを小林製薬に売却。
- 2002年（平成14年） - 当社ヘルスケア製品（大衆薬）を武田薬品工業株式会社へ移管。
- 2003年（平成15年）12月1日 - 社名をワイス株式会社に変更。
- 2007年（平成19年） - 本社を東京都品川区大崎一丁目2番2号へ移転。
- 2010年（平成22年）6月1日 - 当社とファイザーが合併し、新生「ファイザー株式会社」発足。

## 製品情報

### 医療用医薬品
- バリダーゼ
- アーテン
- ダイアモックス
- ミルタウン
- オーレオマイシン
- アクロマイシン末・軟膏（テトラサイクリン製剤。現・サンファーマ製造販売）
- レダキン錠
- レダコート錠
- バリダーゼバッカル
- レダコートクリーム
- ビタネット
- バリダーゼオーラル
- インクレミン鉄シロップ
- レダマイシン（デメチルクロルテトラサイクリン製剤。現・サンファーマ製造販売）
- ハイドロモックス
- エサンブトール錠（エタンブトール製剤。現・サンド社製造販売）
- ミノマイシン（ミノサイクリン製剤。現・ファイザー社製造販売）
- ミノマイシン顆粒
- ナパノール錠
- スパカール錠
- スパカール顆粒
- アモキサンカプセル
- ワイパックス
- セルタッチ
- ビスダーム軟膏

### 一般用医薬品
- ロバッククリーム
- ロバック軟膏
- ロバックSクリーム
- ロバックS軟膏
- ロバックHi
- アペイン軟膏
- アペインローション
- レダマイシン軟膏 <医療用医薬品>
- ストレスカップ
- ミネラ（カルシウム剤）
- プレタナール
- 新プレタナール
- SMA（乳児用粉ミルク）
- バイシン
- プラックス
- ニコレット

## 事業所一覧
2010年（平成22年）5月31日終了時点
- 本社 
  - 〒141-0032 - 東京都品川区大崎一丁目2番2号

### 事業所・支店
- 志木事業所
  - 〒353-0007 - 埼玉県志木市柏町一丁目6番34号（現在は再開発され、「志木の杜」としてマンションや大型ホームセンターがある）

- 首都圏支店（東京都・神奈川県・関東地方・首都圏エリア担当）
  - 〒151-0051 - 東京都渋谷区千駄ヶ谷五丁目27番7号（日本ブランズウィックビル）

- 関東・甲信越支店（北関東地方・南関東地方・千葉県・埼玉県・甲信越地方エリア担当）
  - 〒141-0032 - 東京都品川区大崎一丁目2番2号

- 北日本支店（北海道地方・東北地方エリア担当）
  - 〒980-0014 - 宮城県仙台市青葉区本町二丁目18番21号（タケダ仙台ビル）

- 東海・北陸支店（愛知県・東海地方・東海3県・北陸地方エリア担当）
  - 〒460-0003 - 愛知県名古屋市中区錦二丁目2番13号（名古屋センタービル）

- 京阪神支店（大阪府・京都府・関西地方・京滋地方エリア担当）
  - 〒541-0045 - 大阪府大阪市大阪市道修町一丁目5番18号（朝日生命道修町ビル）

- 中四国支店（中国地方・四国地方エリア担当）
  - 〒730-0041 - 広島県広島市中区小町1番25号（タケダ広島ビル）

- 九州支店（九州地方エリア担当）
  - 〒812-0027 - 福岡県福岡市博多区下川端町9番12号（福岡武田ビル）

### 営業所
- 札幌病院営業所
- 札幌第一営業所
- 札幌第二営業所
- 札幌第三営業所
- 東北病院営業所
- 仙台営業所
- 北東北営業所
- 秋田営業所
- 福島営業所
- 東京病院第一営業所
- 東京病院第二営業所
- 東京第一営業所
- 東京第二営業所
- 立川営業所
- 横浜病院営業所
- 横浜営業所
- 厚木営業所
- 千葉埼玉病院営業所
- 埼玉営業所
- 千葉営業所
- 柏営業所
- 松戸営業所
- 我孫子営業所
- 北関東甲信越病院営業所
- 水戸営業所
- 北関東営業所
- 松本営業所
- 新潟営業所
- 東海・北陸病院営業所
- 名古屋第一営業所
- 名古屋第二営業所
- 三岐営業所
- 静岡営業所
- 金沢営業所
- 大阪病院営業所
- 大阪第一営業所
- 大阪第二営業所
- 堺営業所
- 紀和営業所
- 京滋病院営業所
- 京滋営業所
- 神戸病院営業所
- 神戸第一営業所
- 神戸第二営業所
- 中国病院営業所
- 広島営業所
- 山口島根営業所
- 岡山営業所
- 四国病院営業所
- 四国第一営業所
- 四国第二営業所
- 九州病院営業所
- 福岡第一営業所
- 福岡第二営業所
- 長崎営業所
- 熊本営業所
- 鹿児島営業所